# David Webb
David James Webb (* 9. April 1946 in Stratford) ist ein ehemaliger englischer Fußballspieler und Fußballtrainer.

## Karriere

### Spielerkarriere
Webb begann seine Karriere als Amateurspieler bei West Ham United, ehe er 1963 zu Leyton Orient wechselte. Sein Debüt gab er in der Saison 1964/65. Im März 1966 nach 62 Spielen für Orient wechselte er zum FC Southampton. Webb spielte auf der rechten Verteidiger-Position. 1968 ging er zum FC Chelsea. Mit den Blues holte er 1970 den englischen FA Cup. Ein Jahr später gewann er mit seiner Mannschaft den Pokal der Pokalsieger. 1974 endete sein Job in London und er wechselte zu den Queens Park Rangers. Nach 116 Spielen für die Hoops ging er 1977 zu Leicester City. Nach dem einen Jahr bei Leicester City spielte er noch zwei Jahre bei Derby County, drei Jahre bei AFC Bournemouth und ein Jahr bei Torquay United. Die letzten beiden Stationen war Webb schon Spielertrainer der jeweiligen Teams.

### Trainerkarriere
Die ersten beiden Stationen waren der FC Bournemouth (1980–1982) und Torquay United (1984–1985) als Spielertrainer. 1986 nahm er seine erste Station als Cheftrainer an. Der ehemalige Verteidiger wurde Trainer von Southend United. Diese Station dauerte bis 1992. Nach seinem Rücktritt wechselte er 1993 für ein Intermezzo zum FC Chelsea. Seine längste Trainerstation war von 1993 bis 1997 beim FC Brentford. Nach den Jahren in Brentford war er noch kurzfristig Trainer bei Yeovil Town und Southend United. Von 2005 bis 2006 war er noch Präsident von Yeovil Town.

### Erfolge
als Spieler 
- 1 × englischer Pokalsieger mit dem FC Chelsea (1970)
- 1 × europäischer Pokal der Pokalsieger mit dem FC Chelsea (1971)

| Personendaten    | Personendaten                          |
| ---------------- | -------------------------------------- |
| NAME             | Webb, David                            |
| ALTERNATIVNAMEN  | Webb, David James (vollständiger Name) |
| KURZBESCHREIBUNG | englischer Fußballspieler und -trainer |
| GEBURTSDATUM     | 9. April 1946                          |
| GEBURTSORT       | Stratford                              |